# Arandas (krater)
För andra betydelser, se Arandas.
Arandas är en nedslagskrater på planeten Mars, med en diameter på ungefär 24 km.
1976 namngavs den efter den mexikanska staden Arandas.